# Obiektyw szerokokątny

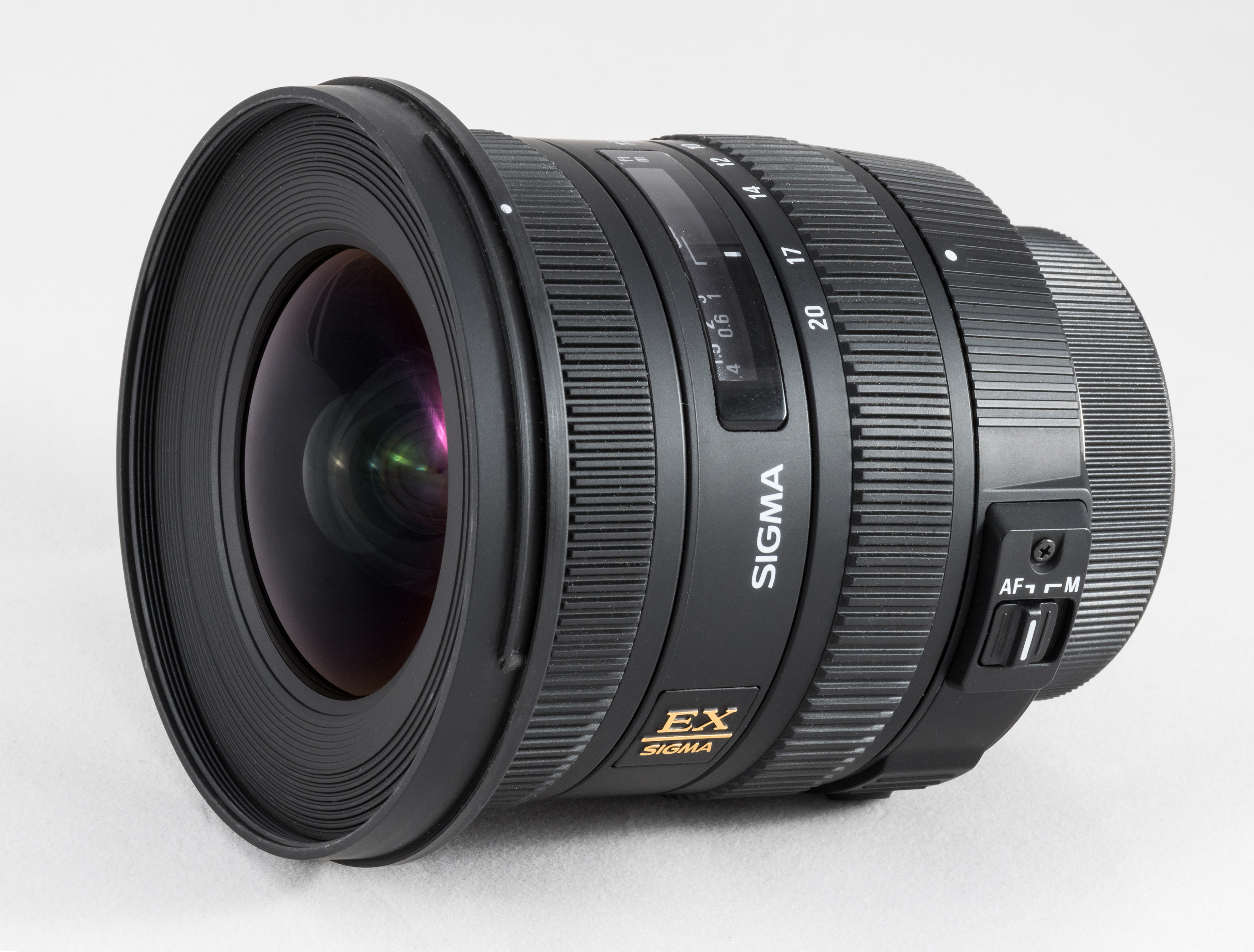
Zoom szerokokątny Sigma 10-20 mm f\3.5 EX DC HSM

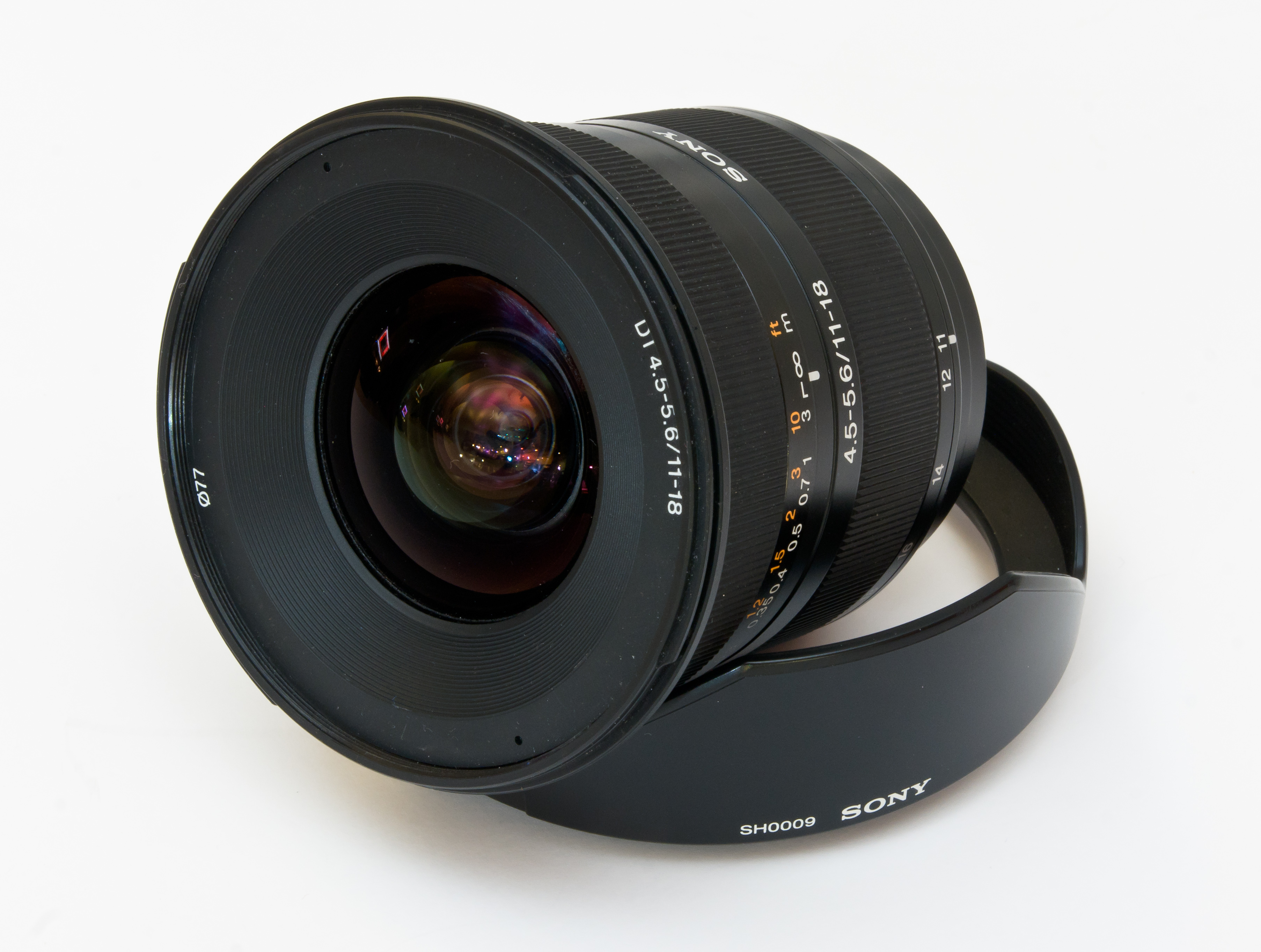
Superszerokokątny obiektyw Sony 11–18 mm dla aparatów z matrycą APS-C

Obiektyw szerokokątny – obiektyw fotograficzny o ogniskowej krótszej niż dłuższa krawędź stosowanego materiału światłoczułego; dla aparatów małoobrazkowych w granicach 4,5–35 mm. Obiektywy szerokokątne charakteryzują się szerokim kątem widzenia (powyżej 60°) oraz dużą głębią ostrości. Szeroki kąt widzenia pozwala na fotografowanie motywów o dużych rozmiarach kątowych, na przykład dużych obiektów z niewielkiej odległości, ciasnych wnętrz, budynków na wąskiej ulicy. Z tego względu obiektywy tego typu znajdują zastosowanie głównie w fotografii krajobrazowej, fotografii architektury oraz fotografii reportażowej.
Obiektywy szerokokątne dzieli się na rektalinearne (ze skorygowaną dystorsją beczkową, czyli odwzorowujące linie proste jako proste) oraz typu rybie oko.